# Karl von Roehl (General, 1795)
Karl Ernst Ludwig von Roehl (* 22. Mai 1795 in Berlin; † 10. Februar 1885 ebenda) war ein preußischer Generalleutnant der Artillerie.

## Leben

### Herkunft
Er war der Sohn der Generals Ernst Andreas von Röhl und dessen Ehefrau Friedrike Wilhelmine, geborene von Fiebig (1765–1838). Der General Johann Ernst Gustav von Roehl (1799–1867) war sein Bruder.

### Militärkarriere
Roehl trat am 1. Februar 1811 als Bombardier in die Brandenburgische Artilleriebrigade der Preußischen Armee ein und avancierte bis Mitte Februar 1813 zum Sekondeleutnant. Während des Befreiungskrieges nahm er an den Belagerungen von Maubeuge, Landrecies, Philippeville, Mariembourg und Givet teil. Bei Givet erhielt er den Orden der Heiligen Anna III. Klasse. Des Weiteren nahm er an den Schlachten von Großbeeren, Dennewitz, Laon, Ligny, Waterloo und den Gefechten bei Königsborn, Vehlitz, Halle, Hoyerswerda, Dessau und Villers-Cotterêts zudem nahm er an dem Sturm auf Arnheim teil. Bei Wittstock erwarb er das Eiserne Kreuz II. Klasse und bei Namur den russischen Orden des Heiligen Wladimir IV. Klasse.
Nach dem Krieg kam Roehl am 23. Mai 1816 als Premierleutnant in die Garde-Artilleriebrigade und stieg bis Anfang Mai 1834 zum Major sowie 5. Stabsoffizier auf. Am 23. April 1836 wurde er zum Adjutanten der Generalinspektion der Artillerie ernannt und am 12. Mai 1836 der Garde-Artilleriebrigade aggregiert. Im Jahr 1839 erhielt er den russischen Sankt-Stanislaus-Orden II. Klasse. Am 13. November 1843 wurde er Abteilungskommandeur der Garde-Artilleriebrigade und Mitglied der Prüfungskommission für die Premierleutnants des Artillerie. Am 27. Februar 1844 beauftragte man ihn zunächst mit der Führung der 6. Artilleriebrigade, beförderte Roehl Ende März 1844 zum Oberstleutnant und ernannte ihn schließlich am 14. Januar 1845 zum Brigadier. In dieser Stellung stieg er am 27. März 1847 zum Oberst auf und wurde am 21. März 1849 Befehlshaber der Artillerie unter General Karl von Prittwitz in Schleswig-Holstein. Am 4. Dezember 1849 folgte seine Ernennung zum Kommandeur der 6. Landwehr-Brigade und am 10. Januar 1850 wurde er der 6. Artillerie-Brigade aggregiert. Am 4. November 1851 erhielt er die Beförderung zum Generalmajor. Am 4. Mai 1852 wurde er als Kommandeur zur 11. Infanterie-Brigade versetzt. Am 22. März 1853 wurde Roehl wiederum Kommandant von Königsberg und erhielt im Januar 1856 den Roten Adlerorden II. Klasse mit Eichenlaub. Unter Verleihung des Charakters als Generalleutnant wurde er am 30. Mai 1857 mit Pension zur Disposition gestellt.
Nach seinem Tod wurde Roehl am 14. Februar auf dem Matthäusfriedhof beigesetzt.

### Familie
Roehl heiratete am 21. März 1817 in Berlin Elisabeth Friederike von Malschitzky (1795–1831). Sie war die einzige Tochter von Christian Ernst von Malschitzky (1750–1835), preußischer Oberst und Direktor der Geheimen Kriegskanzlei. Aus der Ehe gingen mehrere Kinder hervor, darunter:
- Elisabeth Ernestine Caroline Marie (* 1818)
- Karl (1819–1891), preußischer Generalleutnant ⚭ Marie von Borcke (1826–1903)
- Ernestine Bertha Marie (* 1820)
- Henriette Ernstine Wilhelmine Bertha (* 1822)
- Karl Ernst Gustav Friedrich (* 1824)
- Auguste Caroline Ernstine Elisabeth (* 1826)
- Gustav Ernst Andreas Otto (* 1828)